# Föhrenreuth
Föhrenreuth ist ein Gemeindeteil der Gemeinde Konradsreuth im Landkreis Hof (Oberfranken, Bayern). Die Gemarkung Föhrenreuth liegt teils auf dem Gemeindegebiet der kreisfreien Stadt Hof, teils auf dem Gemeindegebiet von Konradsreuth. Sie hat eine Fläche von 10,205 km² und ist in 632 Flurstücke aufgeteilt, die eine durchschnittliche Fläche von 16146,81 m² haben. In ihr liegen neben dem namensgebenden Ort die Gemeindeteile Brand, Jägerhaus, Pirk, Pretschenreuth, Schödelshöhe, Stein, Stiftsgrün und Walburgisreuth.

## Geografie
Das Dorf liegt auf freier Flur auf einem Höhenzug des Frankenwaldes. Westlich des Ortes entspringt der Göstrabach, ein linker Zufluss der Sächsischen Saale. Eine Gemeindeverbindungsstraße führt zur Kreisstraße HO 7 bei der Schödelshöhe (1,1 km südwestlich) bzw. nach Pretschenreuth (0,8 km nördlich). Ein Anliegerweg führt nach Jägerhaus (0,4 km westlich).

## Geschichte
1495 wurden für Föhrenreuth elf Höfe mit 40 Untertansfamilien angegeben, die dem Spital Hof unterstanden. Auch gegen Ende des 18. Jahrhunderts bestand Föhrenreuth aus elf Anwesen. Die Hochgerichtsbarkeit sowie die Dorf- und Gemeindeherrschaft hatte das bayreuthische Stadtvogteiamt Hof. Grundherren waren das Hospitalamt Hof (10 Anwesen) und das Kastenamt Hof (1 Anwesen).
Von 1797 bis 1810 unterstand Föhrenreuth dem Justiz- und Kammeramt Hof. Nachdem im Jahr 1810 das Königreich Bayern das Fürstentum Bayreuth käuflich erworben hatte, wurde der Ort bayerisch. Infolge des Ersten Gemeindeedikts wurde Föhrenreuth dem 1812 gebildeten Steuerdistrikt Konradsreuth zugewiesen. Zugleich entstand die Ruralgemeinde Föhrenreuth mit den Orten Brand, Jägerhaus, Pirk, Pretschenreuth, Schödelshöhe, Stein, Stiftsgrün und Walburgisreuth. Sie war in Verwaltung und Gerichtsbarkeit dem Landgericht Hof zugeordnet und in der Finanzverwaltung dem Rentamt Hof (1919 in Finanzamt Hof umbenannt). Ab 1862 gehörte Föhrenreuth zum Bezirksamt Hof (1939 in Landkreis Hof umbenannt). Die Gerichtsbarkeit blieb beim Landgericht Hof (1879 in Amtsgericht Hof umgewandelt). Zum 1. Oktober 1954 wurden die Gemeindeteile Brand, Pirk und Stein an die Gemeinde Martinsreuth abgetreten. Dadurch verringerte sich die Gebietsfläche der Gemeinde von 10,221 km² auf 6,849 km². Im Zuge der Gebietsreform in Bayern wurde die Gemeinde Föhrenreuth am 1. Januar 1972 nach Konradsreuth eingemeindet.

### Baudenkmäler
- Zwei Markgrafensteine aus der Zeit des Markgrafen Georg Friedrich Karl von 1734. Die Grenzsteine markierten die Grenze zum Gebiet der von Reitzenstein, deren Wappen auf der Rückseite zu sehen sind. Die Steine wurden am Dorfanger aufgestellt.[14]
- Am östlichen Ortsrand befindet sich ein spätmittelalterlicher Kreuzstein, bei dem Bauern aus dem Ort einen Schäfer erschlagen haben sollen. Neben Kreuzen sind auch zwei Schäferschaufeln abgebildet.[14]

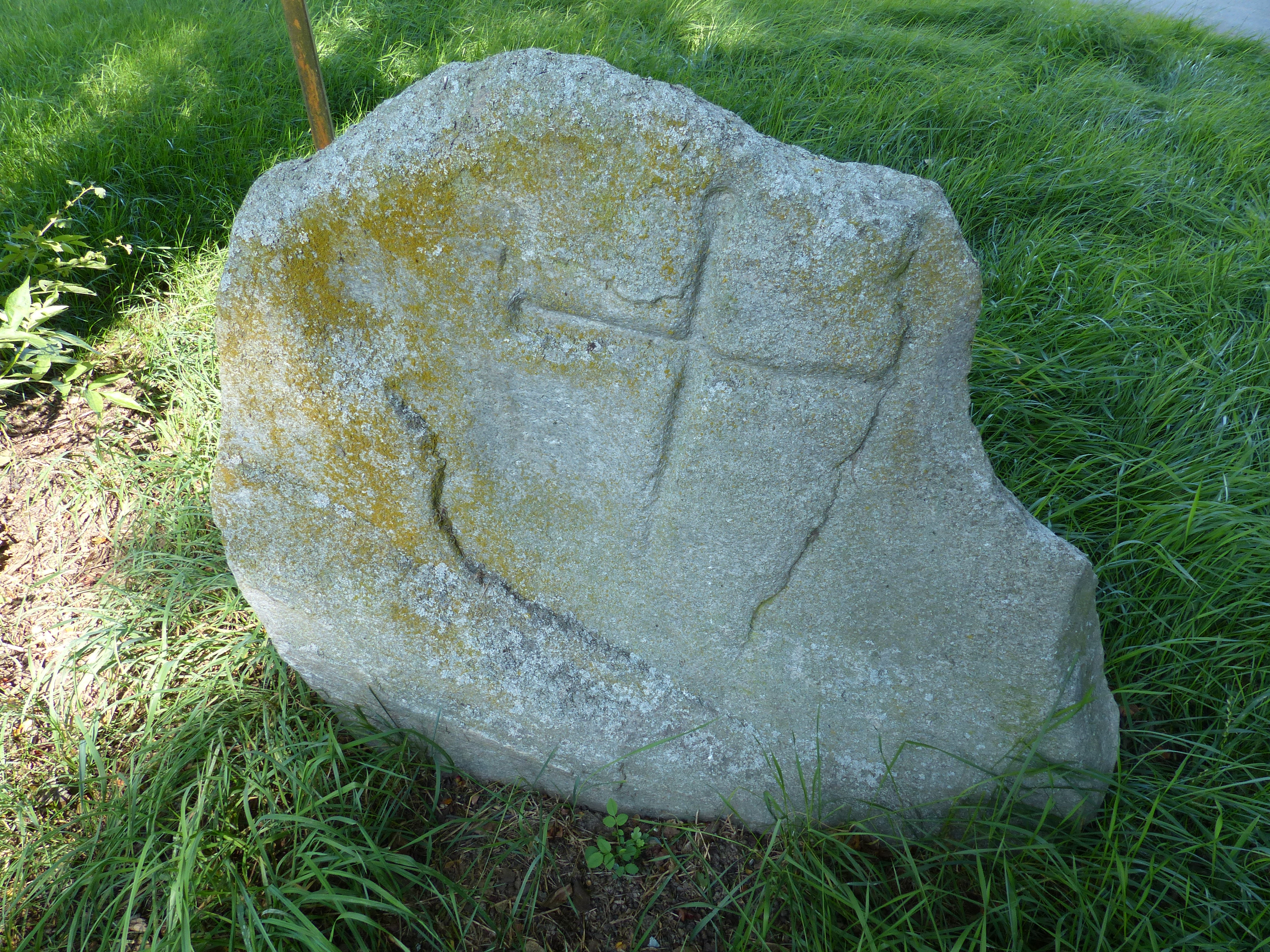
Kreuzstein
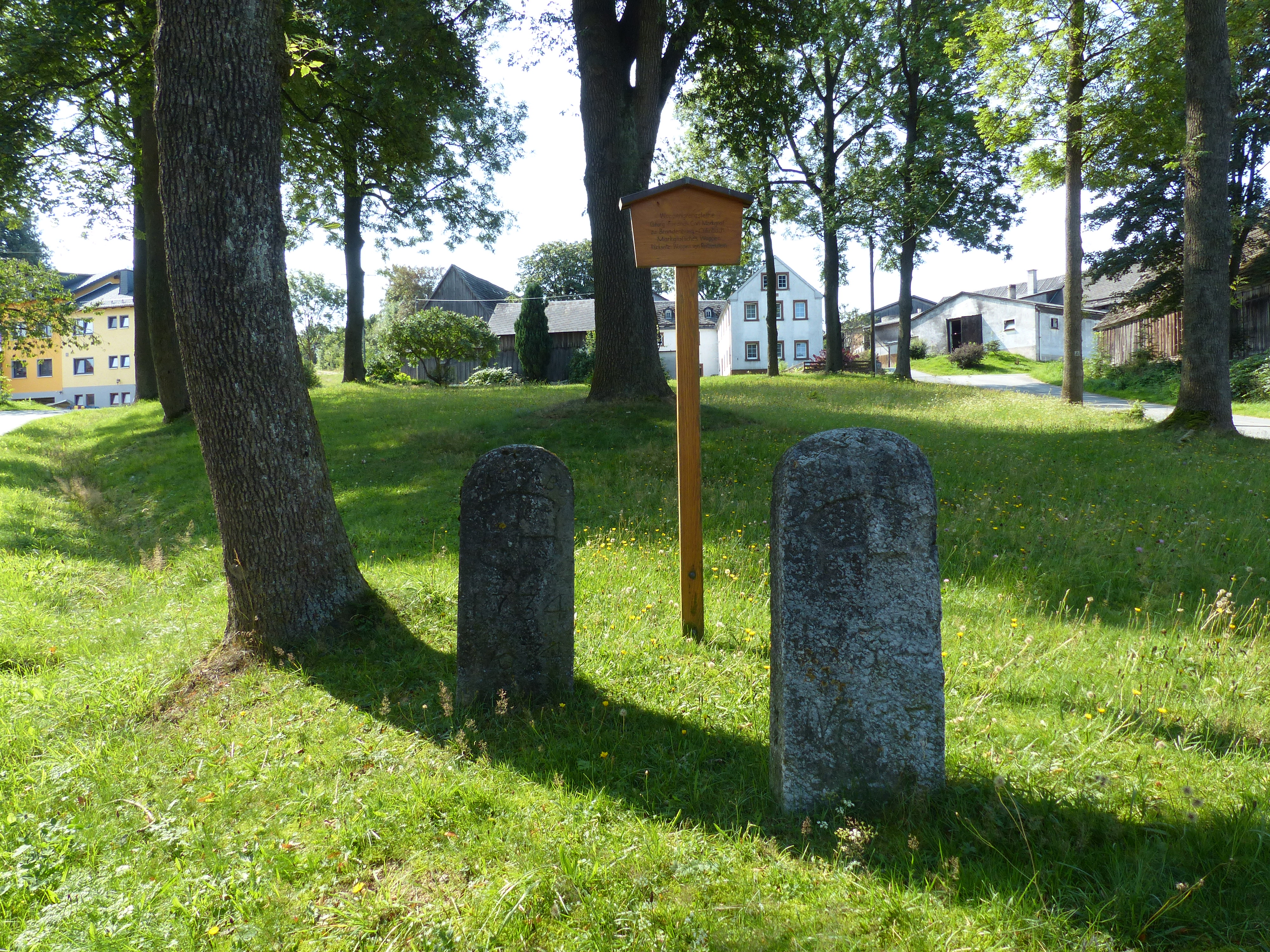
Markgrafensteine
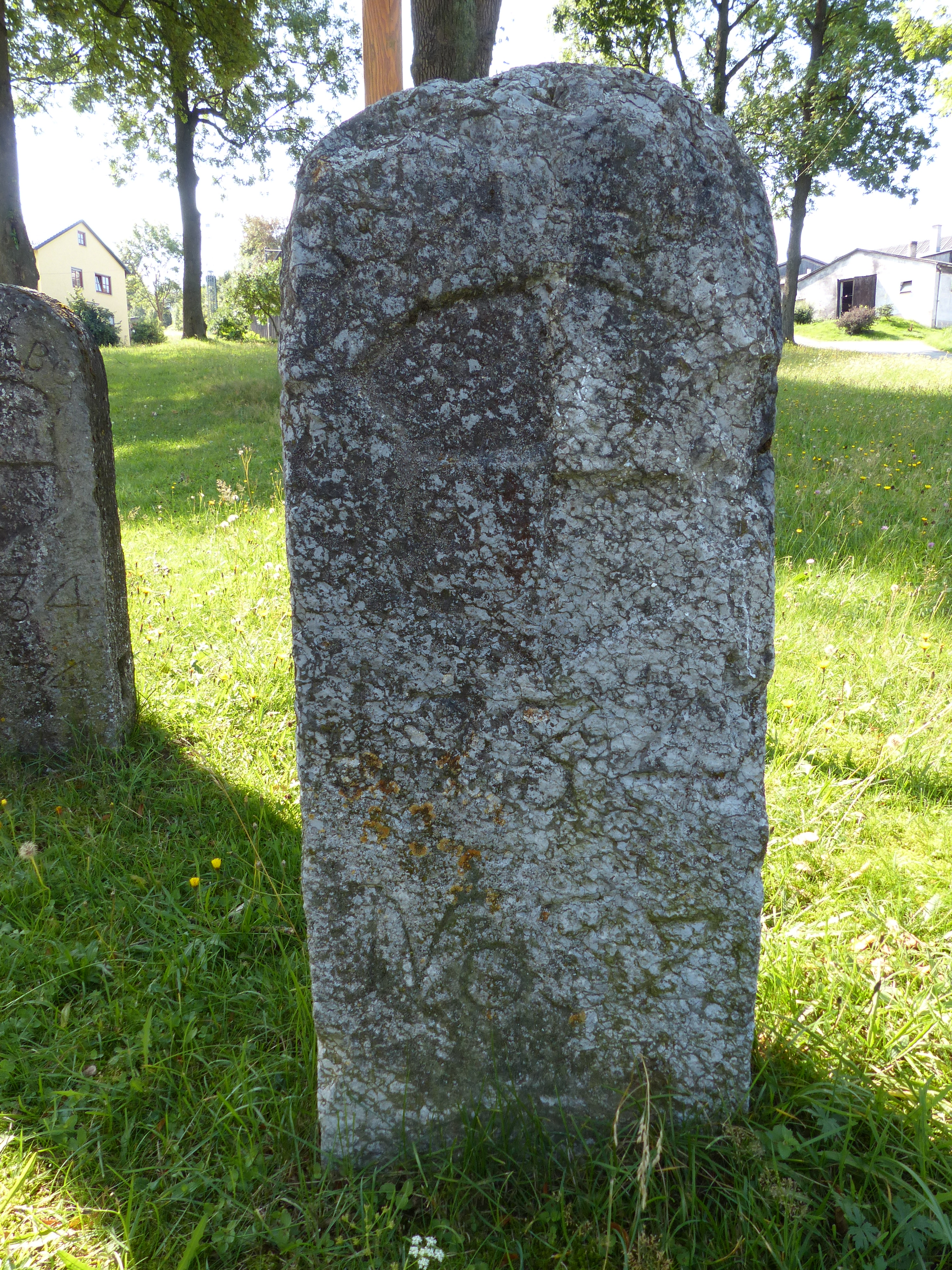
Hohenzollernwappen
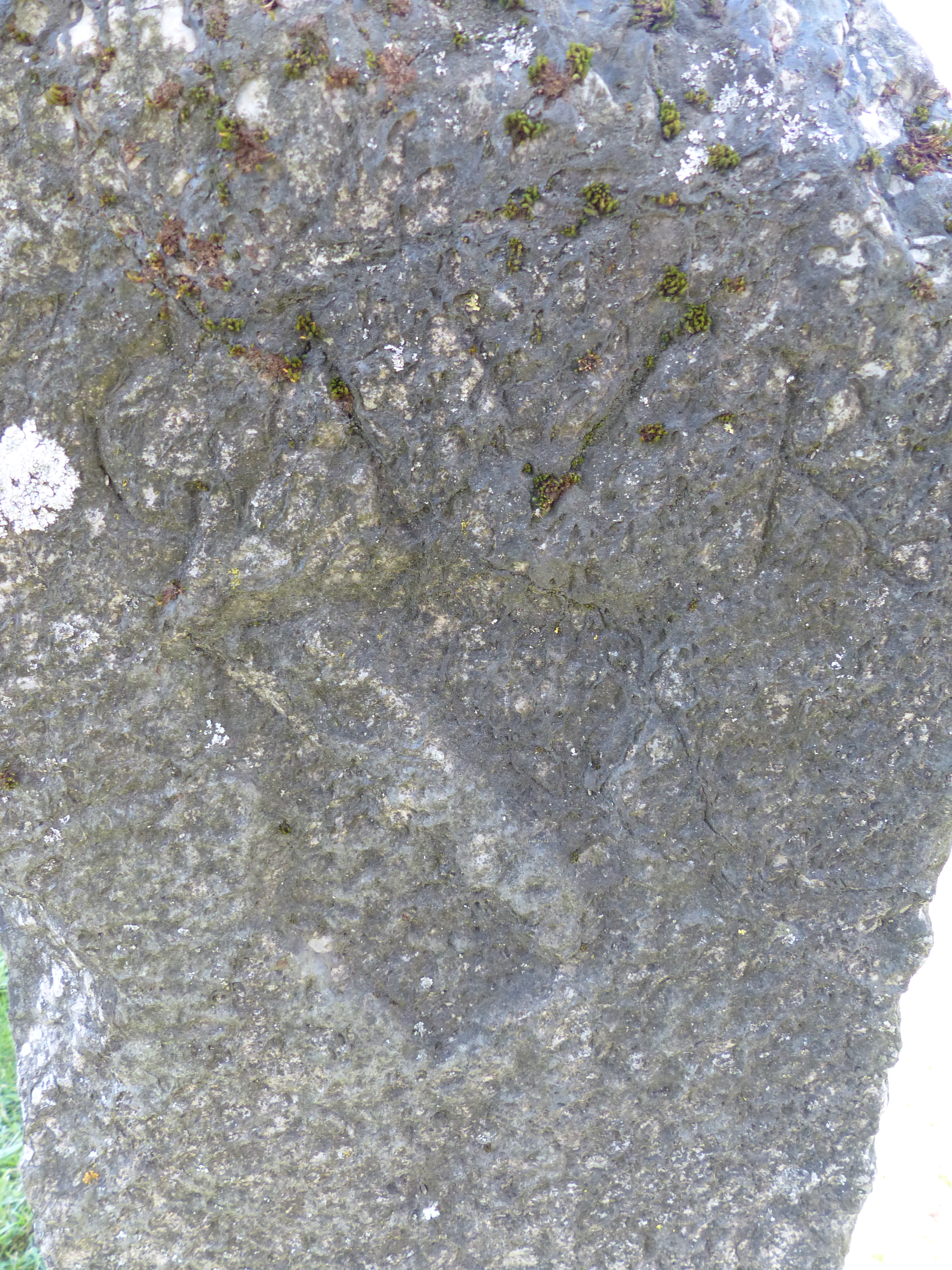
Wappen der Reitzenstein

### Einwohnerentwicklung
Gemeinde Föhrenreuth
| Jahr      | 1819  | 1840   | 1852   | 1855   | 1861   | 1867   | 1871   | 1875   | 1880   | 1885   | 1890   | 1895   | 1900   | 1905   | 1910   | 1919   | 1925   | 1933   | 1939   | 1946   | 1950   | 1952   | 1961   | 1970   |
| Einwohner | 207   | 251    | 288    | 287    | 269    | 316    | 299    | 294    | 284    | 274    | 258    | 244    | 227    | 230    | 200    | 226    | 232    | 211    | 196    | 322    | 319    | 266    | 149    | 153    |
| Häuser    |       |        |        |        |        |        | 38     |        |        | 38     | 38     |        | 38     |        |        |        | 35     |        |        |        | 39     |        | 30     |        |
| Quelle    | [ 8 ] | [ 16 ] | [ 16 ] | [ 16 ] | [ 17 ] | [ 18 ] | [ 19 ] | [ 20 ] | [ 21 ] | [ 22 ] | [ 23 ] | [ 16 ] | [ 24 ] | [ 16 ] | [ 25 ] | [ 16 ] | [ 26 ] | [ 16 ] | [ 16 ] | [ 16 ] | [ 10 ] | [ 16 ] | [ 11 ] | [ 27 ] |

Ort Föhrenreuth
| Jahr      | 1799  | 1819  | 1861   | 1871   | 1885   | 1900   | 1925   | 1950   | 1961   | 1970   | 1987   | 2021 | 2025  |
| Einwohner | 69    | 70    | 86     | 113    | 100    | 88     | 84     | 113    | 79     | 86     | 63     | 47   | 44    |
| Häuser    | 11    |       |        |        | 14     | 15     | 13     | 13     | 15     |        | 16     |      |       |
| Quelle    | [ 7 ] | [ 8 ] | [ 17 ] | [ 19 ] | [ 22 ] | [ 24 ] | [ 26 ] | [ 10 ] | [ 11 ] | [ 27 ] | [ 28 ] |      | [ 1 ] |

## Religion
Föhrenreuth ist seit der Reformation evangelisch-lutherisch geprägt und war ursprünglich nach Selbitz gepfarrt. Seit Ende des 18. Jahrhunderts ist die Pfarrei Leupoldsgrün zuständig.